# Adam Mirecki
Adam Mirecki, ps. Adaś (ur. 9 stycznia 1909 w Ulanowie, zm. 24 października 1952 w Warszawie) – członek Związku Akademickiego Młodzież Wszechpolska i Stronnictwa Narodowego oraz Narodowej Organizacji Wojskowej i Armii Krajowej.

## Okres przedwojenny
Był synem Dominika i Pauliny z domu Ścisłowskiej, bratem Bronisława, Kazimierza, Leona i Marii. Uczył się w Państwowym Gimnazjum w Nisku, a następnie w Prywatnym Gimnazjum w Borszczowie, w którym w 1931 zdał maturę. W okresie od września 1932 do lipca 1933 odbywał obowiązkową służbę wojskową w Dywizyjnym Kursie Podchorążych Piechoty Rezerwy przy 17 pułku piechoty w Rzeszowie. Zakończył ją w stopniu kaprala podchorążego rezerwy. Następnie rozpoczął studia na Wydziale Prawa Uniwersytecie Jana Kazimierza we Lwowie, ale ich nie ukończył. Związał się wówczas z ruchem narodowym. Był członkiem Młodzieży Wszechpolskiej i Stronnictwa Narodowego. Po przerwaniu studiów, podjął pracę jako urzędnik samorządowy w Nisku. 1 stycznia 1936 dostał awans do stopnia podporucznika rezerwy. W listopadzie-grudniu 1938 uczestniczył w akcji zajmowania Zaolzia w ramach 24 pułku ułanów.

## Okres wojny
Podczas wojny obronnej w 1939 dowodził plutonem, a następnie kompanią w 3 pułku piechoty Legionów w składzie 2 Dywizji Piechoty Legionów. Dostał się do niewoli niemieckiej, z której zbiegł i powrócił do Niska. W listopadzie 1939 wskutek donosu miejscowych Ukraińców został aresztowany przez Niemców. Udało mu się jednak uciec 11 stycznia 1940 z transportu do obozu koncentracyjnego. Wiosną 1940 mianowano go komendantem NOW w powiecie kolbuszowskim (być może wchodził też wówczas w skład komendy Okręgu Rzeszowskiego). W listopadzie 1940 został ponownie aresztowany. Osadzono go w więzieniu w twierdzy Przemyśl, skąd zbiegł pod koniec grudnia. Przez krótki czas przebywał w Jarosławiu i Tryńczy.
W połowie 1941 został komendantem Okręgu Lubelskiego NOW. W listopadzie 1942 trzeci raz aresztowany podczas łapanki w Lublinie, znowu zbiegł z transportu do obozu koncentracyjnego. Krótko był członkiem KG NOW, a następnie w czerwcu 1943 objął stanowisko komendanta Okręgu Lwowskiego NOW. Po scaleniu NOW z AK, został oficerem organizacyjnym ds. partyzantki w komendzie Okręgu AK Lwów. Pod koniec lipca 1943 został aresztowany już po raz czwarty, ale po raz kolejny udało mu się zbiec z transportu. Wreszcie w grudniu 1943 został aresztowany już ostatecznie, tym razem w Nisku, gdy wracał z odprawy komendantów okręgów w Warszawie. Był więziony przez Niemców w kilku więzieniach (m.in. w Tarnowie i Krakowie) oraz w obozach koncentracyjnych (m.in. w Bergen-Belsen). 15 kwietnia 1945 został uwolniony przez wojska angielskie.

## Okres powojenny

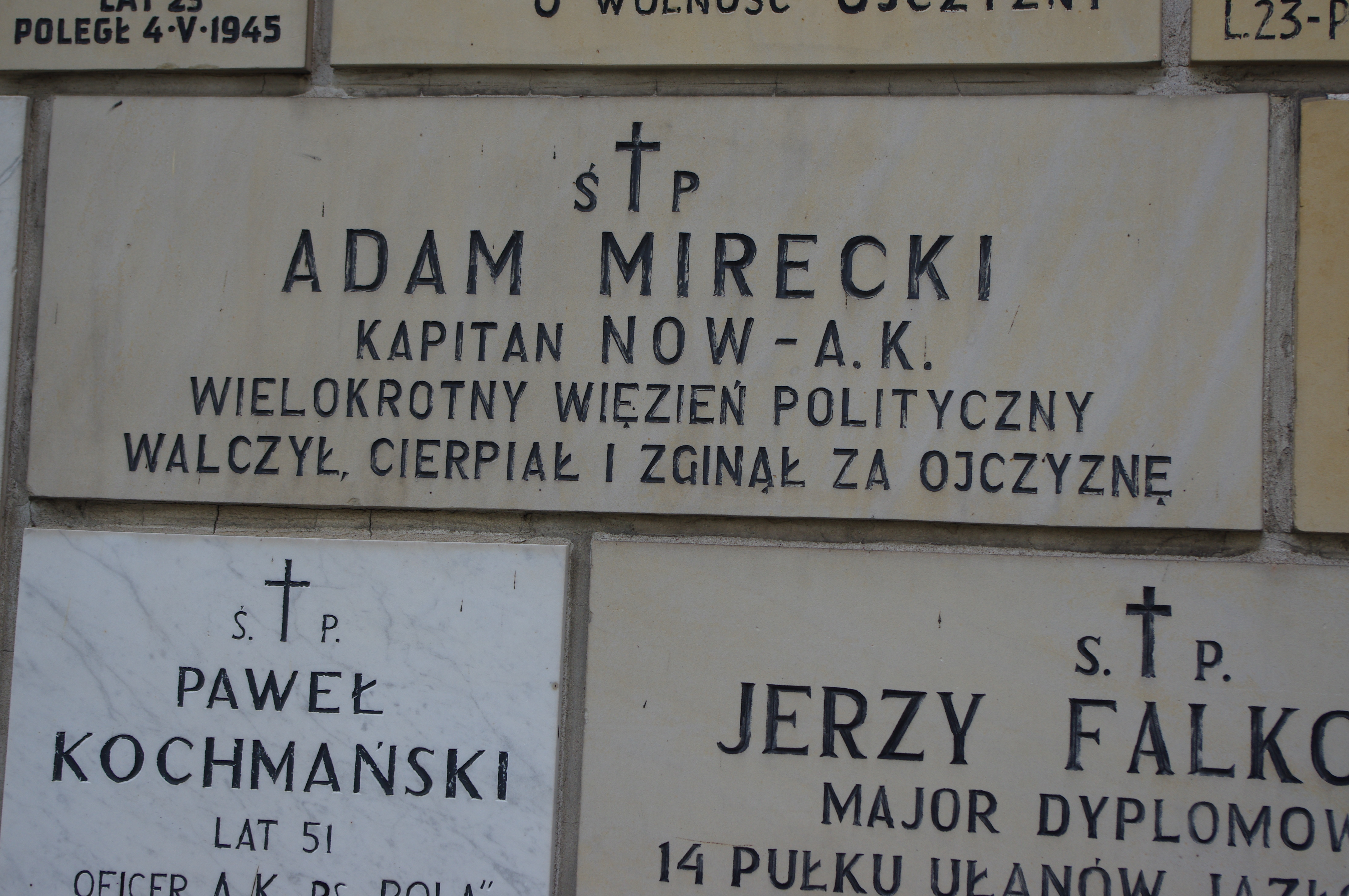
Tablica upamiętniająca Adama Mireckiego na Kościele św. Stanisława Kostki w Warszawie

W listopadzie 1945 powrócił do Polski i natychmiast zaangażował się w działalność konspiracyjną przeciw komunistom. Jednakże już w grudniu – zagrożony aresztowaniem przez UB – opuścił kraj razem z kilkunastoma działaczami narodowymi i poprzez Czechosłowację przybył do zachodnich Niemiec. W maju 1946 przyjechał do Polski jako kurier SN. 17 lipca został aresztowany przez UB i wyrokiem Wojskowego Sądu Rejonowego w Warszawie z 23 maja 1947 skazany na karę 6 lat więzienia, złagodzoną w wyniku amnestii do 3 lat. 17 lipca 1949 został zwolniony z więzienia we Wronkach i rozpoczął studia prawnicze na Katolickim Uniwersytecie Lubelskim. Ponownie aresztowany 5 grudnia 1951 w związku z tzw. „sprawą Bergu”, wyrokiem WSR w Warszawie pod przewodnictwem ppłka Mieczysława Widaja, nr sądu: R. Warszawa Sr. 291/52 został skazany na podst. 7,8 Dekr. z 13 czerwca 1946 28 kwietnia 1952 na karę śmierci. Wspólnie z nim skazani zostali na śmierć jego współtowarzysze broni – Władysław Lisiecki i Mieczysław Gągorowski. 9 lipca 1952 Najwyższy Sąd Wojskowy utrzymał wyrok w mocy, a prezydent Bierut decyzją z 17 października 1952 nie skorzystał z prawa łaski.
Rozstrzelano go w więzieniu mokotowskim 24 października 1952. Jego symboliczny grób znajduje się na cmentarzu w Racławicach koło Niska, a także na Cmentarzu Wojskowym na Powązkach w Warszawie w Kwaterze „Na Łączce”. Został pochowany w Kwaterze Ł Cmentarza Wojskowego na Powązkach, jego szczątki zostały odnalezione w wyniku prac ekshumacyjnych w 2017, a o ich identyfikacji poinformowano publicznie 4 października 2018.
W 1992 i 1994 Sąd Warszawskiego Okręgu Wojskowego unieważnił wcześniejsze wyroki, stwierdzając że przypisane Mireckiemu czyny były związane z działalnością na rzecz niepodległego bytu Państwa Polskiego.
W 2007 prezydent RP Lech Kaczyński odznaczył go pośmiertnie Krzyżem Komandorskim z Gwiazdą Orderu Odrodzenia Polski.
Jego szczątki zostały odnalezione w 2017 roku przez zespół IPN na terenie kwatery Ł Cmentarza Wojskowego na Powązkach.
Został pochowany na Cmentarzu Wojskowym na Powązkach w Warszawie w Panteonie – Mauzoleum Wyklętych-Niezłomnych.